# Kolumbianische Fußballnationalmannschaft
Eine kolumbianische Fußballnationalmannschaft trat zum ersten Mal 1938 bei einem offiziellen Turnier, den Zentralamerikanischen und Karibischen Spielen in Panama, an. Bereits am 20. Juli 1937 hatte bei einem Turnier zum 400. Geburtstag der Stadt Cali eine Auswahl des kolumbianischen Fußballverbandes ein erstes Spiel gegen die mexikanische Mannschaft von Jalisco aus Guadalajara bestritten.

## Geschichte der Nationalmannschaft
1962 qualifizierte sich Kolumbien für die Weltmeisterschaft in Chile, schied aber nach einem Unentschieden (4:4 gegen die Sowjetunion) und zwei Niederlagen als Letzter der Gruppe A in der Vorrunde aus.
Bei der Copa América 1975 erreichte Kolumbien das Finale, das es gegen Peru nach einem 1:0 und einem 0:2 im entscheidenden dritten Finalspiel mit 0:1 verlor.
Die Weltmeisterschaft 1986 war 1974 an den einzigen Kandidaten Kolumbien vergeben worden, da aber Kolumbien die FIFA-Auflagen nicht erfüllen konnte, wurde Kolumbien 1983 die Weltmeisterschaft entzogen und Mexiko als neuer Austragungsort bestimmt. Kolumbien musste daraufhin in die Qualifikation und schied in der Relegationsrunde gegen Paraguay aus.
Ihre „Golden Generation“ hatten die Kolumbianer Anfang der 90er Jahre. Die Teilnahme an der Fußball-Weltmeisterschaft 1990 war die erste Endrundenteilnahme bei einer Fußball-Weltmeisterschaft seit 28 Jahren, wo sich die Nationalmannschaft im Achtelfinale knapp gegen Kamerun geschlagen geben musste und in der Vorrunde gegen den späteren Weltmeister Deutschland ein 1:1 erreichte. In dieser Zeit bestritt der ehemalige Rekordnationalspieler Carlos Valderrama 111 Länderspiele und wurde zweimal zu Südamerikas Fußballer des Jahres gewählt.
Für die darauf folgende Weltmeisterschaft 1994 gab man ihnen sogar eine reelle Außenseiterchance auf den Titel. In der Qualifikation hatten sie eine souveräne Vorstellung geboten und unter anderem Argentinien 5:0 geschlagen. Doch sie kamen nicht über die Vorrunde hinaus. Andrés Escobar, dem im Spiel gegen die USA am 22. Juni 1994 ein Eigentor unterlaufen war, wodurch Kolumbien mit 1:2 verlor, wurde wenige Tage später in einer Bar in Medellín erschossen.
Darauf folgte eine enttäuschende Weltmeisterschaft 1998 in Frankreich. Kolumbien verlor seine Spiele gegen England und Rumänien und schied in der Vorrunde aus.
2001 gewannen sie mit der Copa América 2001 im eigenen Land erstmals ein internationales Turnier. Damit qualifizierte sich die Mannschaft direkt für den Konföderationen-Pokal 2003 in Frankreich, bei dem der vierte Platz erreicht wurde.
Als sie sich jedoch nicht für die Weltmeisterschaft 2002 in Japan/Korea qualifizieren konnten, landeten sie hart auf dem Boden der Tatsachen.
Bei der Copa América 2004 in Peru wurden sie Vierter. Für die Fußball-Weltmeisterschaft 2006 konnte sich die Mannschaft erneut nicht qualifizieren. Bei der Copa América 2007 in Venezuela scheiterte man in der Vorrunde an Paraguay und Argentinien.
Nach 16 Jahren Abstinenz qualifizierte sich Kolumbien 2014 erstmals wieder für eine Fußball-WM. In Brasilien gelang der Mannschaft mit dem Erreichen des Viertelfinales ihr bisher größter Erfolg. Im Spiel gegen den Gastgeber schieden die Kolumbianer jedoch knapp mit 1:2 aus. James Rodríguez wurde mit 6 Toren Torschützenkönig der WM.
Die A-Nationalmannschaft nahm nie an den Olympischen Spielen teil. Eine kolumbianische Olympiamannschaft nahm 1968, 1972, 1980 und 1992 teil, schied aber jeweils in der Vorrunde aus.
Kolumbien hat von allen CONMEBOL-Mitgliedern die meisten Spiele gegen CONCACAF-Mitglieder ausgetragen. Das Spiel gegen Kanada am 14. Oktober 2014 war die 100. Begegnung Kolumbiens mit einem CONCACAF-Mitglied.

### Kolumbien bei Fußball-Weltmeisterschaften
Kolumbien nahm 15-mal an einer WM-Qualifikation teil und qualifizierte sich bisher für fünf WM-Endrunden. Dreimal schied man in der Qualifikation gegen die späteren Weltmeister aus.
| Jahr | Gastgeberland          | Teilnahme bis …    | Letzte(r) Gegner            | Ergebnis | Trainer            | Bemerkungen und Besonderheiten |
| ---- | ---------------------- | ------------------ | --------------------------- | -------- | ------------------ | --- |
| 1930 | Uruguay                | nicht teilgenommen |                             |          |                    | Kein FIFA-Mitglied |
| 1934 | Italien                | nicht teilgenommen |                             |          |                    | Kein FIFA-Mitglied |
| 1938 | Frankreich             | nicht teilgenommen |                             |          |                    | |
| 1950 | Brasilien              | nicht teilgenommen |                             |          |                    | |
| 1954 | Schweiz                | nicht teilgenommen |                             |          |                    | |
| 1958 | Schweden               | nicht qualifiziert |                             |          |                    | In der Qualifikation an Paraguay gescheitert |
| 1962 | Chile                  | Vorrunde           | Uruguay, UdSSR, Jugoslawien | 14.      | Adolfo Pedernera   | Das 4:4 gegen die Sowjetunion ist das torreichste Remis innerhalb der normalen Spielzeit. Zugleich verwandelte Marco Coll das einzige „olympische Tor“, das je bei einer Fußball-Weltmeisterschaft erzielt wurde. |
| 1966 | England                | nicht qualifiziert |                             |          |                    | In der Qualifikation an Chile gescheitert |
| 1970 | Mexiko                 | nicht qualifiziert |                             |          |                    | In der Qualifikation am späteren Weltmeister Brasilien gescheitert |
| 1974 | Deutschland            | nicht qualifiziert |                             |          |                    | In der Qualifikation an Uruguay gescheitert |
| 1978 | Argentinien            | nicht qualifiziert |                             |          |                    | In der Qualifikation an Brasilien gescheitert |
| 1982 | Spanien                | nicht qualifiziert |                             |          |                    | In der Qualifikation an Peru gescheitert |
| 1986 | Mexiko                 | nicht qualifiziert |                             |          |                    | In der Qualifikation am späteren Weltmeister Argentinien gescheitert |
| 1990 | Italien                | Achtelfinale       | Kamerun                     | 14.      | Francisco Maturana | Niederlage in der Verlängerung |
| 1994 | USA                    | Vorrunde           | Rumänien, USA, Schweiz      | 19.      | Francisco Maturana | Kolumbien schied als Gruppenletzter aus. Andrés Escobar, Schütze eines Eigentores gegen die USA, wurde kurz danach vor einer Bar in Medellín erschossen. |
| 1998 | Frankreich             | Vorrunde           | Rumänien, Tunesien, England | 21.      | Hernán Darío Gómez | |
| 2002 | Südkorea/Japan         | nicht qualifiziert |                             |          |                    | In der Südamerika-Qualifikation belegte Kolumbien nur den 6. Platz. Die ersten Vier, darunter der spätere Weltmeister Brasilien, qualifizierten sich direkt, Uruguay als Fünfter über die Play-offs gegen Australien. |
| 2006 | Deutschland            | nicht qualifiziert |                             |          |                    | In der Südamerika-Qualifikation, die wieder im Liga-System zwischen allen südamerikanischen Mannschaften ausgetragen wurde, belegte Kolumbien wieder nur den 6. Platz. Die ersten Vier qualifizierten sich direkt, Uruguay als Fünfter scheiterte diesmal in den Play-offs gegen Australien.                                                                                           |
| 2010 | Südafrika              | nicht qualifiziert |                             |          |                    | In der Südamerika-Qualifikation, die wieder im Liga-System zwischen allen südamerikanischen Mannschaften ausgetragen wurde, belegte Kolumbien nur den 7. Platz. Die ersten Vier qualifizierten sich direkt, Uruguay als Fünfter über die Play-offs gegen Costa Rica. |
| 2014 | Brasilien              | Viertelfinale      | Brasilien                   | 5.       | José Pekerman      | In der Südamerika-Qualifikation, die wieder im Liga-System zwischen allen südamerikanischen Mannschaften (außer Brasilien) ausgetragen wurde, qualifizierte sich Kolumbien am 11. Oktober 2013 durch ein 3:3 gegen Chile vorzeitig. Nach drei Siegen in der Gruppenphase schlug Kolumbien Uruguay im Achtelfinale mit 2:0, verlor allerdings im Viertelfinale mit 1:2 gegen Brasilien. |
| 2018 | Russland               | Achtelfinale       | England                     |          | José Pekerman      | In der Südamerika-Qualifikation, die wieder im Liga-System zwischen allen südamerikanischen Mannschaften ausgetragen wurde, qualifizierte sich Kolumbien als Viertplatzierter, noch vor Peru, welches in die Play-offs musste. Nach zwei Siegen und einer Niederlage in der Gruppenphase unterlag Kolumbien England im Achtelfinale mit 4:5 nach Elfmeterschießen.                     |
| 2022 | Katar                  | nicht qualifiziert |                             |          |                    | In der Südamerika-Qualifikation, die wieder im Liga-System zwischen allen südamerikanischen Mannschaften ausgetragen wurde, belegte Kolumbien nur den 6. Platz. Nur die ersten vier Mannschaften konnten sich qualifizieren, der Fünfte scheiterte in den interkontinentalen Play-offs.                                                                                                |
| 2026 | Kanada, Mexiko und USA |                    |                             |          |                    | In der im September 2023 begonnenen Qualifikation treten wieder alle zehn CONMEBOL-Mitglieder in Hin- und Rückspielen gegeneinander an. Die sechs bestplatzierten Mannschaften qualifizieren sich direkt für die WM-Endrunde 2026. Der Siebtplatzierte nimmt als südamerikanischer Teilnehmer am WM-Play-off-Turnier im März 2026 teil.                                                |

## Trainer
- Friedrich Donnenfeld (1949)
- Adolfo Pedernera (1961–1962)
- Francisco Zuluaga (1968–1969)
- Todor Veselinović (1972–1973)
- Blagoja Vidinić (1976–1979)
- Gabriel Ochoa Uribe (1963, 1985)
- Carlos Bilardo (1980–1981)
- Francisco Maturana (1987–1990, 2001, 2003)
- Hernán Darío Gómez (1995–1998, 2010 – 8. August 2011)[3]
- Reinaldo Rueda (2004–2006)
- Jorge Luis Pinto (2007–2008)
- Leonel Álvarez (2011)[4][5]
- José Pékerman (2012–2018)[6]
- Arturo Reyes (2018–2019)
- Carlos Queiroz (2019–2020)[7]
- Reinaldo Rueda (2021–)

## Rekordspieler
(Stand: 19. November 2024)
| Rekordspieler | Rekordspieler        | Rekordspieler | Rekordspieler |
| Spiele        | Spieler              | Zeitraum      | Tore          |
| ------------- | -------------------- | ------------- | ------------- |
| 128           | David Ospina         | 2007–aktiv    | 0             |
| 116           | Juan Cuadrado        | 2010–aktiv    | 11            |
| 112           | James Rodríguez      | 2011–aktiv    | 28            |
| 111           | Carlos Valderrama    | 1985–1998     | 11            |
| 104           | Falcao               | 2007–aktiv    | 36            |
| 102           | Mario Yepes          | 1999–2014     | 6             |
| 101           | Leonel Álvarez       | 1985–1997     | 1             |
| 88            | Carlos Sánchez       | 2007–2018     | 0             |
| 84            | Freddy Rincón        | 1990–2001     | 17            |
| 78            | Luis Carlos Perea    | 1987–1994     | 2             |
| 75            | Luis Amaranto Perea  | 2002–2014     | 0             |
| 73            | Iván Córdoba         | 1997–2010     | 5             |
| 73            | Óscar Córdoba        | 1993–2006     | 0             |
| 72            | Abel Enrique Aguilar | 2004–2018     | 6             |
| 68            | Pablo Armero         | 2008–2017     | 2             |
| 68            | René Higuita         | 1987–1999     | 3             |
| 68            | Arnoldo Iguarán      | 1979–1993     | 25            |
| 68            | Davinson Sánchez     | 2016–aktiv    | 3             |
| 67            | Alexis Mendoza       | 1987–1997     | 2             |

- Colombia – Record International Players (Stand: 19. November 2024)

## Erfolge
- Fußball-Weltmeisterschaft
  - FIFA Fair Play Award (1): 2014
- FIFA-Konföderationen-Pokal
  - Vierter Platz (1): 2003
- Copa América
  - Sieger (1): 2001
  - Finale (2): 1975, 2024
- CONCACAF Gold Cup
  - Finale (1): 2000
- Zentralamerika- und Karibikspiele
  - Sieger (2): 1946, 2006

## Länderspiele gegen Fußballnationalmannschaften aus dem deutschsprachigen Raum
|     | Datum            | Ort               | Heimmannschaft | Resultat | Gastmannschaft | Anlass             |
| --- | ---------------- | ----------------- | -------------- | -------- | -------------- | ------------------ |
| 1.  | 15. Februar 1973 | Bogotá            | Kolumbien      | 0:2      | DDR            | Freundschaftsspiel |
| 2.  | 1. Februar 1985  | Bogotá            | Kolumbien      | 2:2      | Schweiz        | Freundschaftsspiel |
| 3.  | 19. Juni 1990    | Mailand           | BRD            | 1:1      | Kolumbien      | WM-Vorrunde        |
| 4.  | 3. Februar 1991  | Miami             | Kolumbien      | 2:3      | Schweiz        | Miami Cup          |
| 5.  | 26. Juni 1994    | San Francisco     | Kolumbien      | 2:0      | Schweiz        | WM-Vorrunde        |
| 6.  | 30. Mai 1998     | Frankfurt am Main | Deutschland    | 3:1      | Kolumbien      | Freundschaftsspiel |
| 7.  | 9. Februar 1999  | Miami             | Kolumbien      | 3:3      | Deutschland    | Freundschaftsspiel |
| 8.  | 2. Juni 2006     | Mönchengladbach   | Deutschland    | 3:0      | Kolumbien      | Freundschaftsspiel |
| 9.  | 25. März 2007    | Miami             | Kolumbien      | 3:1      | Schweiz        | Freundschaftsspiel |
| 10. | 20. Juni 2023    | Gelsenkirchen     | Deutschland    | 0:2      | Kolumbien      | Freundschaftsspiel |

Bisher gab es keine Partien gegen Liechtenstein und Österreich.